# Lobularia canariensis
Lobularia canariensis — вид трав'янистих рослин з родини капустяні (Brassicaceae), ендемік Макаронезії: Канарських островів та островів Селваженш.

## Опис

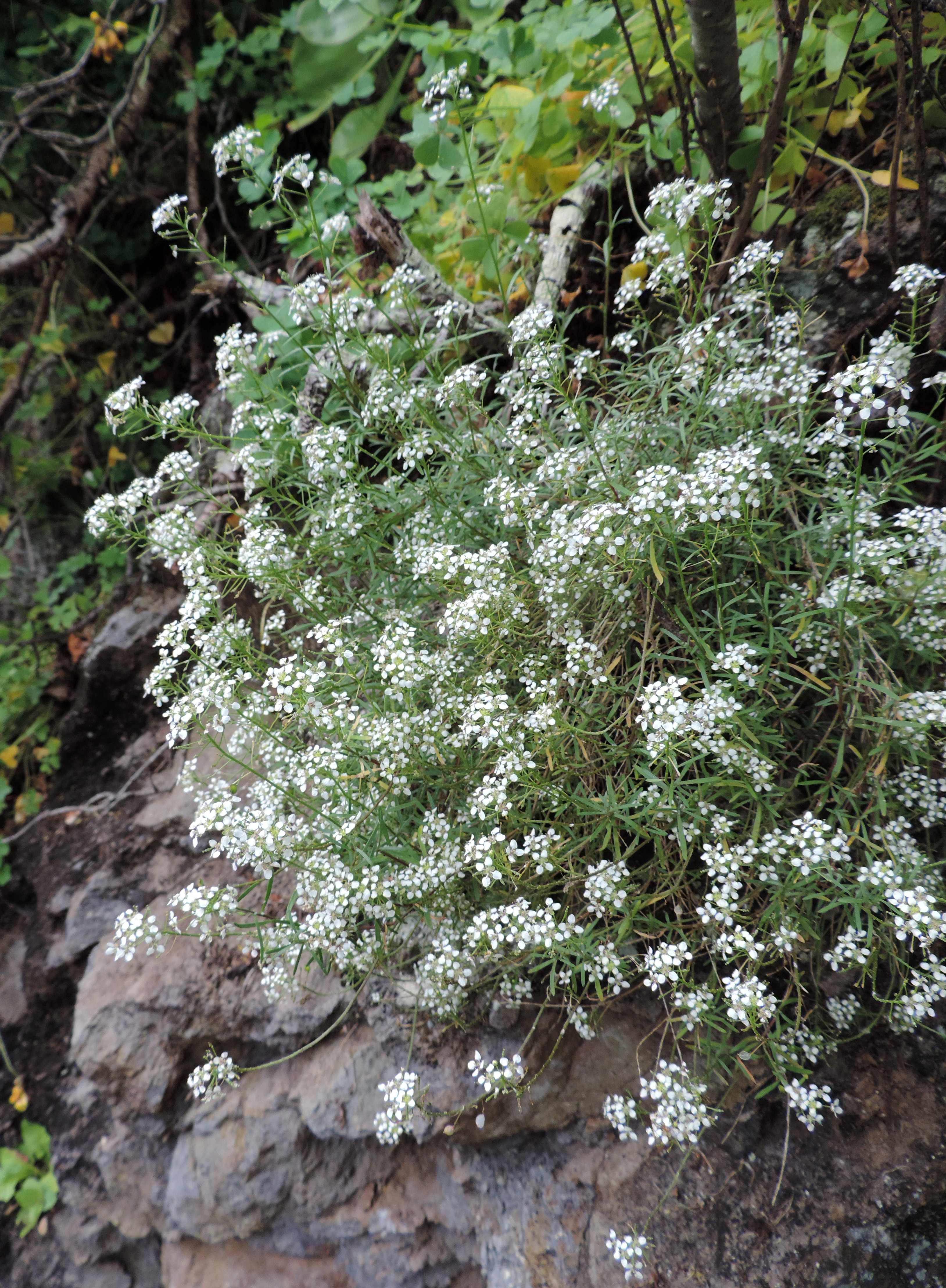

Це багаторічна, трав'яниста рослина. Стебло сіро-біле, пухнасто волохате і часто деревинне біля основи. Листки лінійно-ланцетні, з тупими верхівками. Суцвіття — китиця. Квіти маленькі містять чотири чисто білі пелюстки. Чашолистки зелені, іноді з чорними верхівками. Плоди — невеликі майже круглі або яйцеподібні стручки.

## Поширення
Ендемік Макаронезії: Канарських островів (о-ви Гран-Канарія, Фуертевентура та Лобос, Гомера, Ієро, Лансароте та Граціоса, Ла-Пальма, Тенерифе) та островів Селваженш.